# 聯合國安全理事會第102號決議
联合国安理会第102号决议于1953年12月3日通过。决议建议大会订定日本成为国际法院规约当事国之条件为：（一）接受国际法院规约之规定；（二）接受联合国会员国依宪章第九十四条所负之一切义务；（三）承允摊付法院经费，其公平数额由大会随时与日本政府商定之。
该决议以10票赞成，1票弃权（苏联）通过。